# باتريشيا باتن
باتريشيا باتن (بالإنجليزية: Patricia Battin)‏ هي أمينة مكتبة أمريكية، ولدت في 2 يونيو 1929، وتوفيت في 22 أبريل 2019.